# Friagabis
Friagabis ist der Name einer inschriftlich aus Vercovicium am Hadrianswall in Nordengland belegten germanischen Göttin. Der durchsichtige Name bedeutet die „Freigebige“ oder „die das Beliebte schenkt“. In einer Votivinschrift aus dem Ende des 2. Jahrhunderts ist ihr Name neben dem der Baudihillia genannt. Beide werden als „duabus Alaisagis“ bezeichnet. Durch diesen Beinamen Alaisiagae und wegen des Fundortes werden sie als Begleiter des Mars Thincsus gesehen und unter anderem entweder als Thinggöttinen oder als Heilungs- und Segensgottheiten gedeutet. Folgende Inschrift wurde von einer römischen Auxiliareinheit, dem Numerus Hnaudifridi errichtet:

„Deabus // Alaisia/gis Bau/dihillie / et Friaga/bi et N(umini) Aug(usti) / n(umerus) Hnau/difridi / v(otum) s(olvit) l(ibens) m(erito).“

„Den Göttinnen der Alaisiagae, Baudihillia und Friagabis und an die Göttlichkeit des Kaisers hat die Einheit des Hnaudifridus ihr Gelübde gern und zu Recht erfüllt.“